# قرار مجلس الأمن الدولي التابع للأمم المتحدة رقم 14
قرار مجلس الأمن الدولي التابع للأمم المتحدة رقم 14، المعتمد في 16 ديسمبر 1946، غير النظام الداخلي بحيث تتوافق شروط الرئاسة الدورية للمجلس مع السنة التقويمية. بالإضافة إلى ذلك، تقرر أن تبدأ عضوية أعضاء مجلس الأمن المنتخبين في 1 يناير وتنتهي في 31 ديسمبر.
تم تبني القرار بأغلبية 9 أصوات، مع امتناع الاتحاد السوفيتي والولايات المتحدة عن التصويت.